# Oecanthus laricis
Oecanthus laricis là một loài côn trùng trong họ Gryllidae. Nó là loài đặc hữu của Hoa Kỳ.